# Shu Chang
Shu Chang (舒畅) est une actrice chinoise née le 1er décembre 1987 en Chine dans la province de Jilin. Elle a notamment joué dans La Comtesse blanche de James Ivory (2005).

## Biographie
Ses rôles les plus notables dans des séries télévisées comprennent: Consort Donggo dans Xiaozhuang Mishi (2003); Jin Meili dans L'histoire d'une famille noble (2003), la princesse Yun dans Huang Taizi Mishi (2004), Jingwei dans Jingwei Tianhai (2004); Xiaoyu dans Lotus Lantern (2005);  Princesse Jianning dans  Tramp royale (2008) .
Elle est aussi aventurée dans la musique après son succès dans l'industrie de la télévision chinoise. En 1997, elle sort un album  Home Is Only Half Without Mom  (少了妈妈只有半个家) avec trois singles: Les oiseaux volent (雀尕飞), On My Way Back Home From School  (放学路上), et Monsoon ne reviendra plus jamais (雨季不再来) (chanson thème de la série télévisée Maman ne reviendra plus jamais). Grâce à sa performance dans la série télévisée  L'histoire d'une famille noble (l'écrivain était de xian de Fenghuang, dans la province d'Hunan, elle a été désignée comme "citoyenne d'honneur" de Xian de Fenghuang.